# Balada husarilor
Balada husarilor (titlul original în rusă Гусарская баллада, transliterat: Gusarskaia ballada) este un film sovietic  din 1962 regizat de Eldar Reazanov. Rolurile principale au fost interpretate de actorii Larisa Golubkina și Iuri Iakovlev.

## Rezumat
Acțiunea filmului începe în vara anului 1812, când locotenentul Rjevski ajunge la casa maiorului în retragere Azarov, cu o scrisoare de recomandare. Nepoata de 17 ani a maiorului, Alexandra (Șura), este „logodnică prin împuternicire” a lui Rjevski, deși cei doi nu s-au întâlnit niciodată. Rjevski o imaginează ca pe o femeie delicată și sentimentală, dar Șura, crescută de unchiul ei militar și de ordonanța sa Ivan, este departe de a fi convențională. Ea călărește cai, garduri și trage cu arma la precizie. Prima lor întâlnire are loc când Șura, îmbrăcată într-o uniformă de cornet pentru un bal mascat, aude povestea mai puțin măgulitoare a lui Rjevski despre logodna lor. Amuzată, ea decide să facă o farsă, prezentându-se ulterior ca o domnișoară exagerat de manierată și fardată.
În timpul balului de aniversare al Șurei, sosesc vești despre invazia Rusiei de către Napoleon. Rjevski și ceilalți ofițeri se întorc la regimentele lor, iar Șura decide să se alăture în secret luptei împotriva armatei lui Napoleon. Deghizată în cornet, ea câștigă prima experiență de luptă chiar a doua zi, furnizând ordine critice în timp ce se sustrage soldaților francezi. Curajul ei impresionează un general rus, care o numește adjutant junior. După șase luni de serviciu, Șura câștigă o reputație de soldat neînfricat, nimeni nebănuind adevărata ei identitate, nici măcar Rjevski. Secretul ei este dezvăluit doar atunci când o veche cunoștință de familie îl informează pe feldmareșalul Kutuzov, care îi ordonă inițial să se întoarcă acasă. Dar după ce a aflat despre eroismul ei, inclusiv despre salvarea unui general din captivitatea franceză, Kutuzov îi decernează Crucea Sf. Gheorghe și îi permite să-și păstreze rangul.
În punctul culminant al filmului, Șura își cere scuze camarazilor ei pentru înșelătoria ei, în timp ce Rjevski își recunoaște greșeala de a subestima personajul ei. Cei doi își mărturisesc dragostea, iar Șura acceptă să se căsătorească cu el, ducând povestea la o concluzie plină de căldură. Filmul combină teme de patriotism, curaj și umor cu o subintrigă romantică, plasată pe fundalul războaielor napoleoniene.

## Distribuție
- Larisa Golubkina – Șura Azarova, dezmierdată Șurocika
- Iuri Iakovlev – locotenentul Rjevski
- Nikolai Kriucikov – Ivan, servitorul Azarovilor
- Viktor Kolțov – Azarov
- Igor Ilinski – feldmareșalul Kutuzov
- Antoni Hodurski – contele Nurin
- Tatiana Șmîga – cântăreața Louise Germont
- Lev Poleakov – Per Pelîmov
- Vladimir Șireaev – Vincento Salgari
- Aleksei Polevoi – Balmașov
- Iuri Belov – partizan
- Valentin Brîleev – partizan
- Felix Iavorski – Stankevici, partizan
- Vladimir Troșin – partizan
- Roman Homeatov – partizan
- Iuri Kireev – partizan
- Mihail Orlov – locotenentul
- Valeri Denisov – Davîd Vasilev
- Vladimir Balon – aghiotantul lui Kutuzov
- Vladimir Gusev – aghiotantul rănit al feldmareșalului
- Vladimir Grave – ofițerul francez
- Lev Liubețki – guvernatorul
- Boris Ivanov – generalul francez Dussier
- Iuri Martînov – aghiotantul generalului francez

## Lansare
A fost lansat în anul 1962 și a avut parte de mare succes comercial, fiind vizionat de 48,6 milioane de spectatori în cinematografele din Uniunea Sovietică.
În România premiera filmului Balada husarilor a avut loc la data de 19 ianuarie 1963 la cinematografele „Republica” și „București” din capitală.
În anul 2011 filmul a fost prezentat la Teatrul Muzical „Nae Leonard" în cadrul "Festivalului de Film Rusesc - Galați 2011" sub titlul Balada husarului.